# Paula Cale
Paula Korologos, meglio nota col cognome del primo marito, Cale (Great Falls, 2 giugno 1970), è un'attrice statunitense.

## Biografia
Ha origini greche: il padre, il politico e diplomatico Tom Chris Korologos, è figlio di immigrati greci. Dopo aver iniziato gli studi per divenire insegnante all'Università di Vanderbilt, cambiò dopo un anno corso di studi e conseguì nel 1993 il Bachelor of Fine Arts in recitazione alla DePaul University.
Dopo un'esperienza teatrale (Picasso at the Lapin Agile di Steve Martin), cominciò a lavorare in alcune serie TV, tra cui Gli Intoccabili (1993), Murphy Brown (1995), The Naked Truth (1997), Providence (1999-2002), Joey (2005), Ghost Whisperer (2005),  Dr. House - Medical Division (2006). La prima esperienza sul grande schermo è del 1997 (Office Killer - L'impiegata modello di Cindy Sherman). Reciterà poi, tra gli altri, in Milo di Pascal Franchot e nel cortometraggio Mommy di Michael C. Mahon.

## Vita privata
Nel 1995 aveva nel frattempo sposato l'attore Bennet Cale, prendendone il cognome. I due si sono separati poi nel 1999. La Cale si è poi risposata nel 2006 con lo sceneggiatore Michael Lisbe.

## Filmografia

### Cinema
- Office Killer - L'impiegata modello (1997)
- Milo (1998)
- Mommy  (2004)
- Cake, regia di Daniel Barnz (2014)

### Televisione
- Gli intoccabili (2 episodi, 1993)
- Murphy Brown (7 episodi, 1995)
- The Naked Truth (2 episodi, 1997)
- Providence (81 episodi, 1999-2002)
- Joey (3 episodi, 2005)
- Ghost Whisperer (1 episodio, 2005)
- Dr. House - Medical Division (House, M.D.) - serie TV, episodio 3x09 (2006)

## Doppiatrici italiane
- Claudia Balboni in Ghost Whisperer
- Alessandra Cassioli in Dr. House - Medical Division